# Пенинске планине
Пенинске планине или само Пенини (енгл. Pennines) представљају низак и заравњен планински ланац који се протеже меридијански кроз северну и централну Енглеску у дужини од 300 км. Протежу се од реке Тај на северу до реке Трент на југу.
Карактеришу их благе падине и заравњени врхови. Изграђене су од палеозојских стена карбонске старости и постепено се спуштају ка западу и истоку. Највиши врх је Крос Фел на 893 метра надморске висине. 
Ободне делове Пенина карактеришу широке долине у којима је акумулиран флувио-глацијални материјал, док су падине препуне уских долина насталих радом плеистоцених ледника. 
До индустријске револуције у 18. веку ово је био изразито сиромашан пољопривредни крај обрастао густим шумама. Економски преображај овај крај је доживео открићем великих количина каменог угља карбонске старости у подножју и чиме је постао један од најиндустријализованијих крајева Енглеске (па и Европе). 
На источним падинама Пенина је град Њукасл и грофовија Јоркшир, на западним падинама је Ланкашир, а јужно је регија Мидланд.